# 世界摔角娛樂名人堂

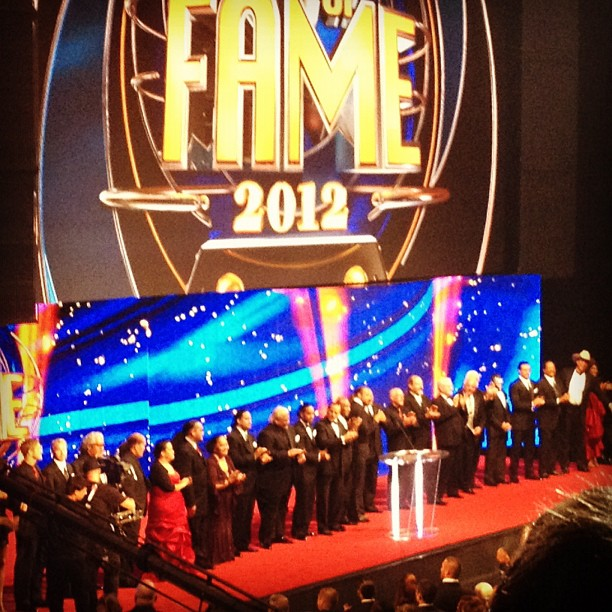
2012年世界摔角娛樂名人堂

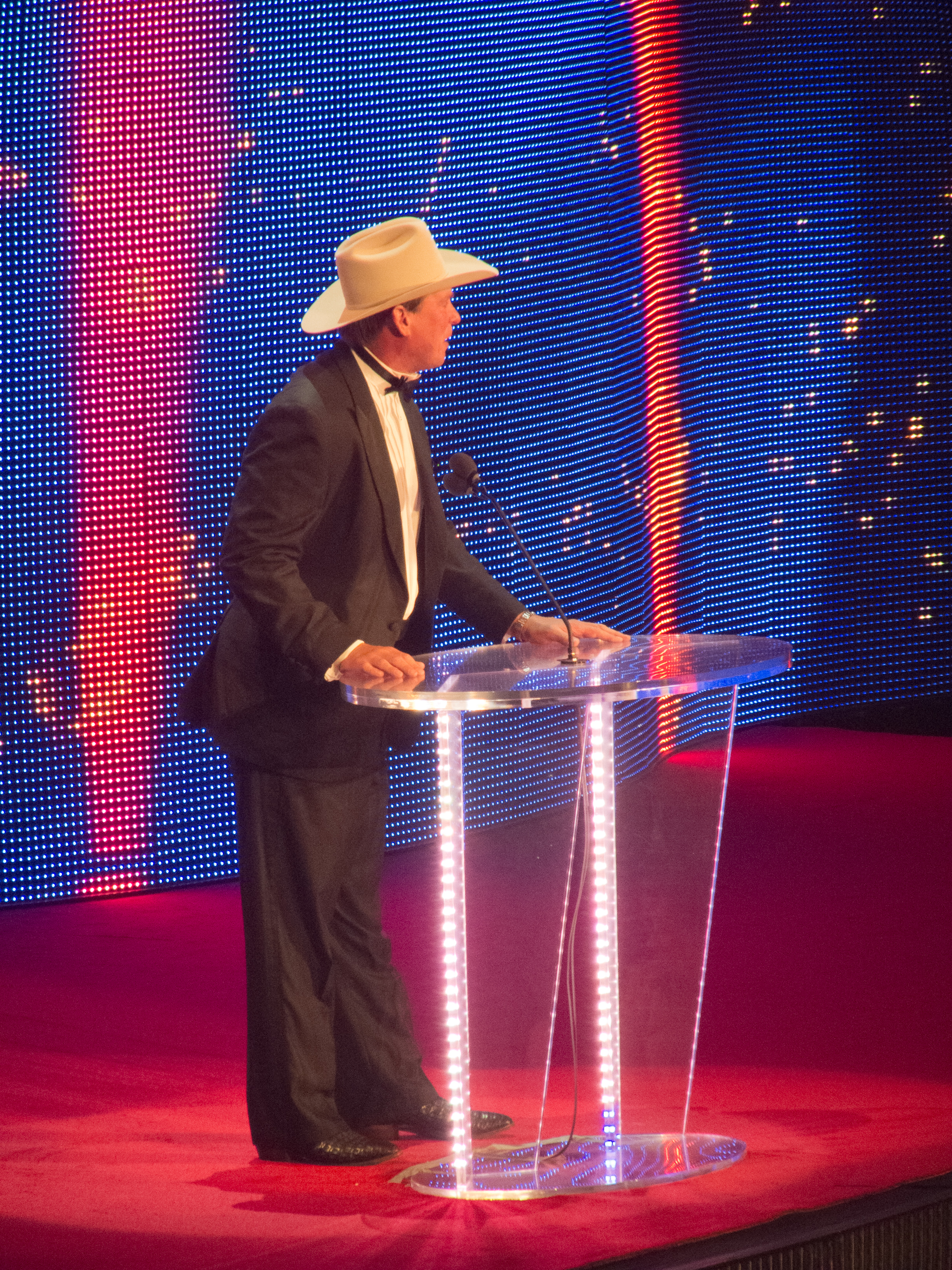
JBL於2012年世界摔角娛樂名人堂

世界摔角娛樂名人堂（英語：WWE Hall of Fame），是世界摔角娛樂的職業摔角名人堂。世界摔角娛樂名人堂成立於1993年2月1日的WWE Raw，起初目的是為了紀念在其成立五天前過世的旗下前摔角選手巨人安德烈，並宣布他為唯一入選者。在1994年及1995年，世界摔角娛樂名人堂與付費收看節目擂台之王共同舉辦。在1996年，世界摔角娛樂名人堂與付費收看節目強者生存共同舉辦，之後世界摔角娛樂名人堂便暫停了一陣子。
2004年，世界摔角娛樂名人堂在摔角狂熱XX恢復舉辦。而這次的名人堂與八年前相同，並沒有於電視轉播，但是有收錄在2004年6月1日的DVD。2005年，世界摔角娛樂將名人堂的轉播權交給斯派克電視台。2006年至今，世界摔角娛樂將名人堂的轉播權交給USA電視台第一集的精選已於世界摔角娛樂的官方網站播出。2006年至2007年，USA電視台以非直播方式播出世界摔角娛樂名人堂，但從2008年起，已改成現場直播的方式播出。2014年，世界摔角娛樂名人堂已於世界摔角娛樂網路服務直播。2005年以來，世界摔角娛樂名人堂都與當年的摔角狂熱DVD共同售出。
受2019冠狀病毒病美國疫情影响，2020和2021届名人堂典礼于均在2021年4月6日举行。

## 知名獲獎人物

### 1993年
- 巨人安德烈[3]

### 1994年
- 巴迪·羅渣士

### 1995年
- 裴卓·莫蕊爾

### 1996年
- 文森·詹姆士·文斯·麥馬漢
- 派特·派特森
- 吉米·史奴卡

### 2004年
- 格雷格·瓦倫丁
- 哈利·瑞斯
- 傑西·溫圖拉
- 殺戮警長
- 比利·葛蘭姆
- 提托·桑塔那

### 2005年
- 霍克·霍肯
- 羅迪·派珀
- 小巴布·歐頓
- 吉米·哈特
- 尼古拉·沃爾科夫
- 鋼鐵酋長

### 2006年
- 布雷特·哈特
- 艾迪·葛雷洛

### 2007年
- 德斯提·羅茲
- 柯爾提·漢尼格
- 傑利·勞勒
- 吉姆·羅斯

### 2008年
- 瑞克·福萊爾

### 2009年
- 冷石·史蒂夫·奥斯汀
- 瑞奇·斯廷博特

### 2010年
- 泰德·迪比亞西
- 安東尼奧·豬木
- 史都·哈特

### 2011年
- 尚恩·麥可
- 吉姆·達根

### 2012年
- Edge
- 橫綱
- 麥克·泰森

### 2013年
- 唐納·川普
- 米克·佛利
- 布克·T
- 布魯諾·山瑪提諾
- 巴布·貝克倫
- 崔栩·史嫥特斯（英语：Trish Stratus）

### 2014年
- 終極戰士
- 傑克·羅勃茲
- T先生
- 史考特·霍爾
- 麗塔

### 2015年
- 蘭迪·沙瓦吉
- 阿诺·施瓦辛格
- 凱文·奈許
- 小索羅法·法圖（英语：Rikishi (wrestler)）
- 藤波辰爾（日语：藤波辰爾）

### 2016年
- 史汀
- 大老闆
- 史努比狗狗
- 杰奎琳·摩爾（英语：Jacqueline Moore）

### 2017年
- 寇特·安格
- 泰多爾·隆
- 貝絲·費尼克斯（英语：Beth Phoenix）
- 達勒斯·沛莒

### 2018年
- 比爾·戈柏
- 傑夫·賈勒特
- 馬克·亨利

### 2019年
- D-Generation X

### 2020年
- 巴帝斯塔
- 約翰·萊菲爾德
- 英國牛頭犬
- 新世界秩序（英语：New World Order (professional wrestling)）
- 貝拉雙嬌
- 獸神雷霆萊卡（日语：獣神サンダー・ライガー）
- 威廉·夏特纳

### 2021年
- 艾瑞克·比绍夫
- 肯恩
- 巨人哈利
- 羅伯·凡·達姆
- 奥齐·奥斯本

### 2022年
- 送葬者
- 里昂·懷特

### 2023年
- 雷·密斯特里歐
- 武藤敬司
- 安迪·考夫曼

### 2024年
- 保羅·黑門
- 穆罕默德·阿里

### 2025年
- Triple H

## 战士奖

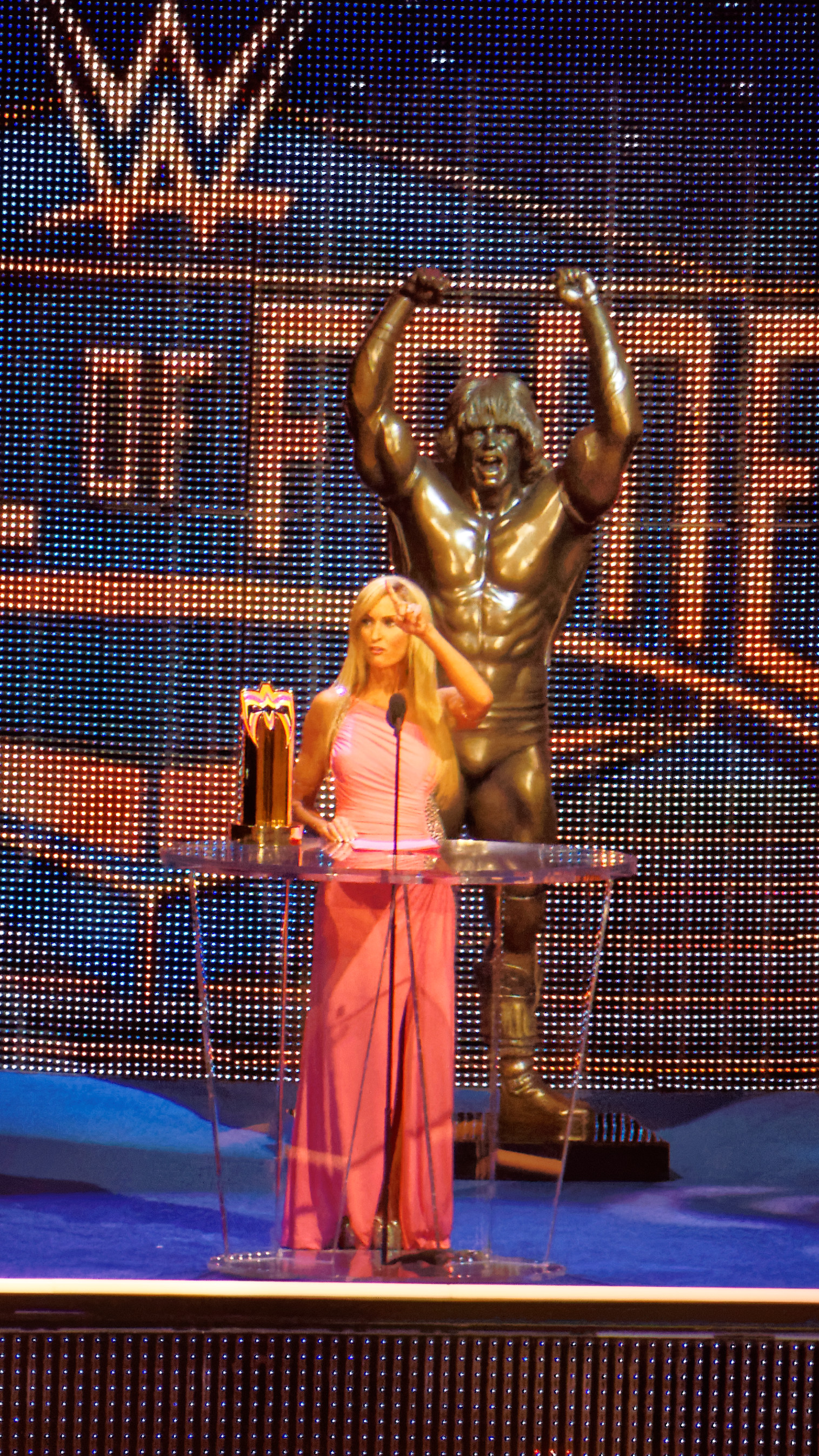
丹娜·战士出席2015年名人堂典礼。

2015年，WWE引入战士奖（Warrior Award），表彰“展现不可动摇的力量和坚持不懈，籍勇气和同情心活出人生，展示出终极战士不屈不挠精神的人士”。
尽管WWE宣称把战士奖得主接纳为名人堂成员，但得主在WWE官网不被列入名人堂。
该奖项于终极战士逝世后设立。2014年4月，他死前不久曾在名人堂演讲中提议设立“吉米·梅兰达特别奖”（Jimmy Miranda Award）表彰WWE的幕后员工。2002年过世的梅兰达服务于WWE周边商品部逾20载。前WWE擂台播报员贾斯汀·罗伯斯对WWE利用战士名人堂演讲的描述宣布该奖项，却背离表彰幕后员工的初心表示失望。官方回应称“暗示WWE及其高管用战士奖表彰康纳有私心的想法非常冒犯人”，并补充道“会推动奖项每年颁给WWE员工和摔迷中的无名英雄”。
按照传统，终极战士的遗孀丹娜·战士会颁发此奖。
- 2015年：康纳·麦卡米雷（英语：Connor "The Crusher" Michalek）[11]
- 2016年：琼·兰丹（英语：Joan Lunden）[20]
- 2017年：埃里克·乐格德（英语：Eric LeGrand）[21]
- 2018年：Jarrius "JJ" Robertson[22]
- 2019年：Sue Aitchison[23]
- 2020年：泰德斯·歐尼爾[24]
- 2021年：Rich Hering[25]
- 2022年：沙德·加斯帕（英语：Shad Gaspard）[26]
- 2023年：蒂姆·怀特（英语：Tim White (referee)）